# Yeniköy (Darende)

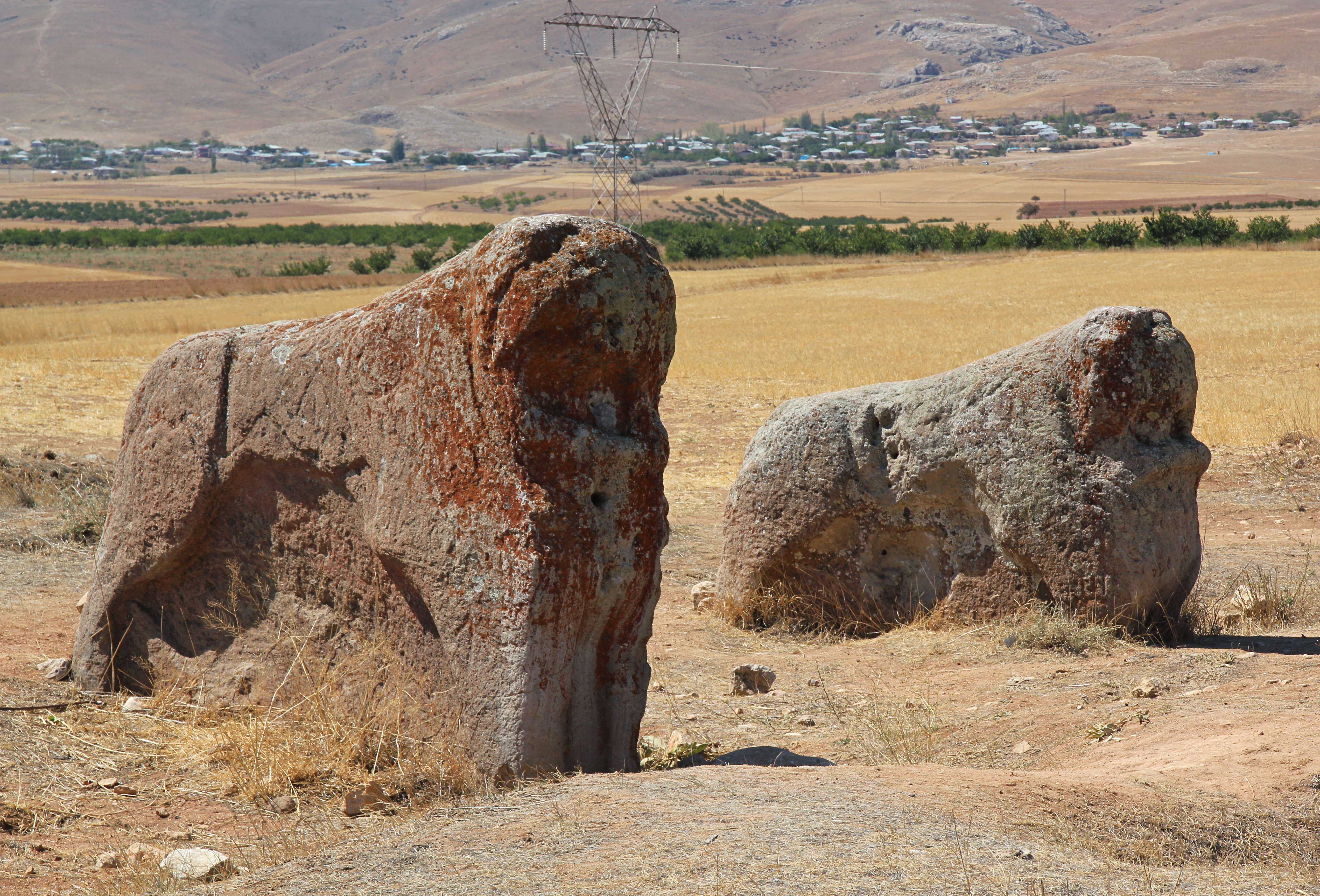
Arslantaş

Yeniköy ist ein ehemaliges Dorf und heute ein Ortsteil der Kreisstadt im Landkreis Darende der türkischen Provinz Malatya. Es liegt in einer Hochebene etwa 20 Kilometer südwestlich von Darende und 90 Kilometer westlich der Provinzhauptstadt Malatya. Durch den Ort führt die Verbindungsstraße von Darende nach Elbistan. Im Ort ist eine Grundschule vorhanden.
Etwa 2,7 Kilometer östlich des Ortes stehen in freiem Feld die beiden späthethitischen Löwenskulpturen namens Arslantaş.